# Blepharita strigidisca
Blepharita strigidisca là một loài bướm đêm trong họ Noctuidae.